# Rafael Bombelli

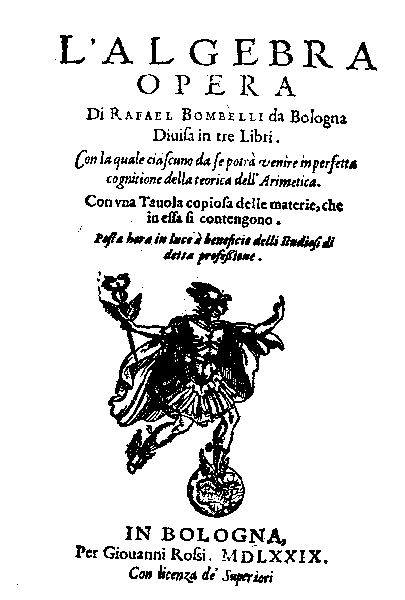
Algebra autorstwa Rafaela Bombelli

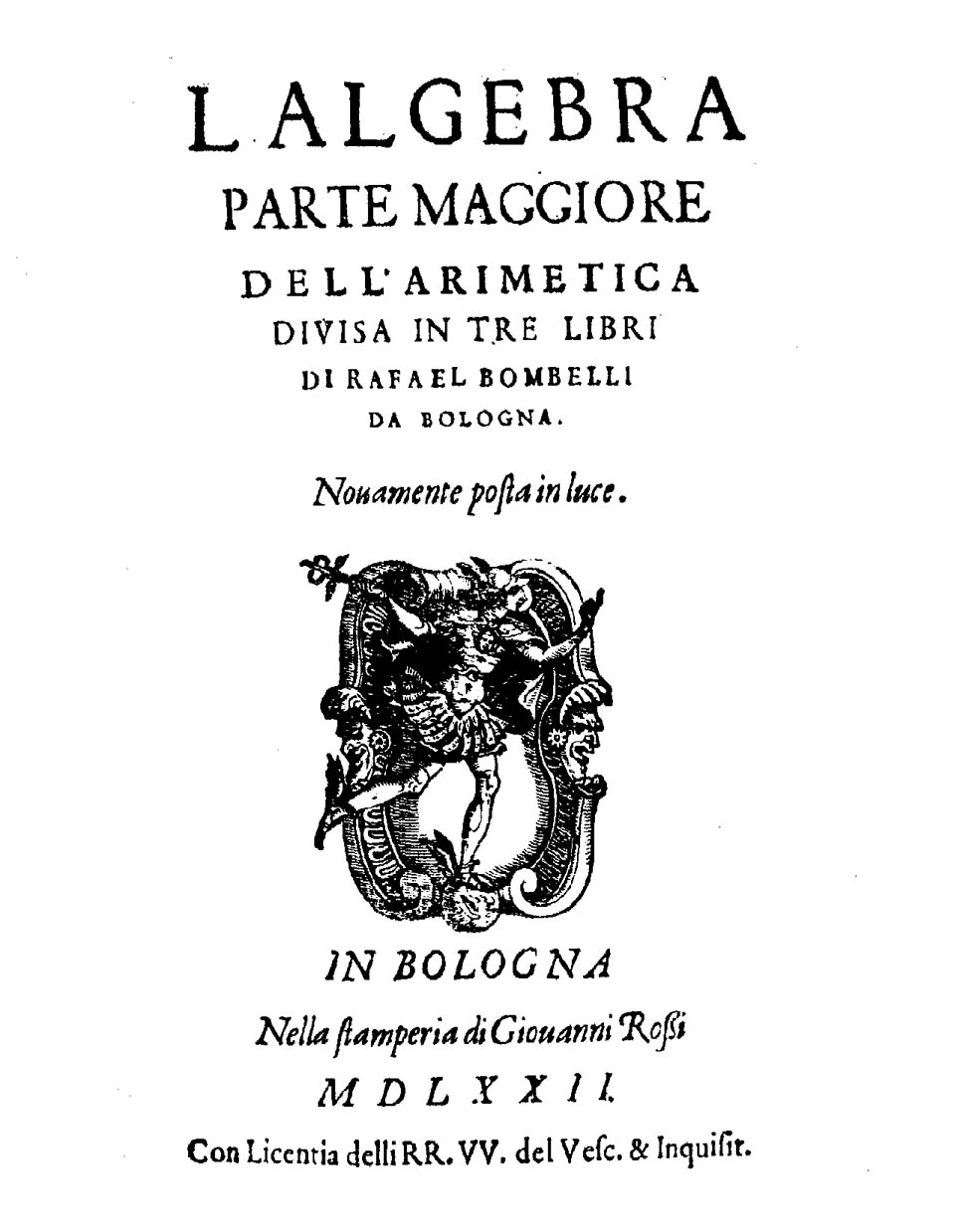
Algebra, 1572

Rafael Bombelli (ur. 1526 w Bolonii, zm. 1572 prawdop. w Rzymie) – włoski matematyk.
Jego najbardziej znaną pracą jest Algebra (1572), w której omawia właściwości liczb zespolonych i ich zastosowanie przy rozwiązywaniu równań trzeciego stopnia. Interpretował liczby jako długość odcinków, otrzymując w ten sposób pierwszą geometryczną definicję zbioru liczb rzeczywistych.